# 1930-те
1930-те са десетилетие на 20 век, обхващащо периода от 1 януари 1930 до 31 декември 1939 година.
Десетилетието се характеризира с икономическа депресия, настъпила след краха на Уолстрийт, известна като Голямата депресия, довела в световен мащаб до безработица и бедност. В резултата на това в редица страни на Европа и Южна Америка се установяват авторитарни режими, най-известен от които е Третият райх в Германия. Някои по-слаби страни като Етиопия, Китай и Полша са нападнати от експанзионистичен сили, като последното нахлуване води до избухването на Втората световна война през 1939 г. През десетилетието процъфтяват нови технологии, особено в областта на междуконтиненталните въздушни полети, развиват се радиото и киното.